# سانتا ريتا دي ميناس
سانتا ريتا دي ميناس بلدية في ولاية ميناس جيرايس في المنطقة الجنوبية الشرقية من البرازيل.